# ジャン・ジェルソン

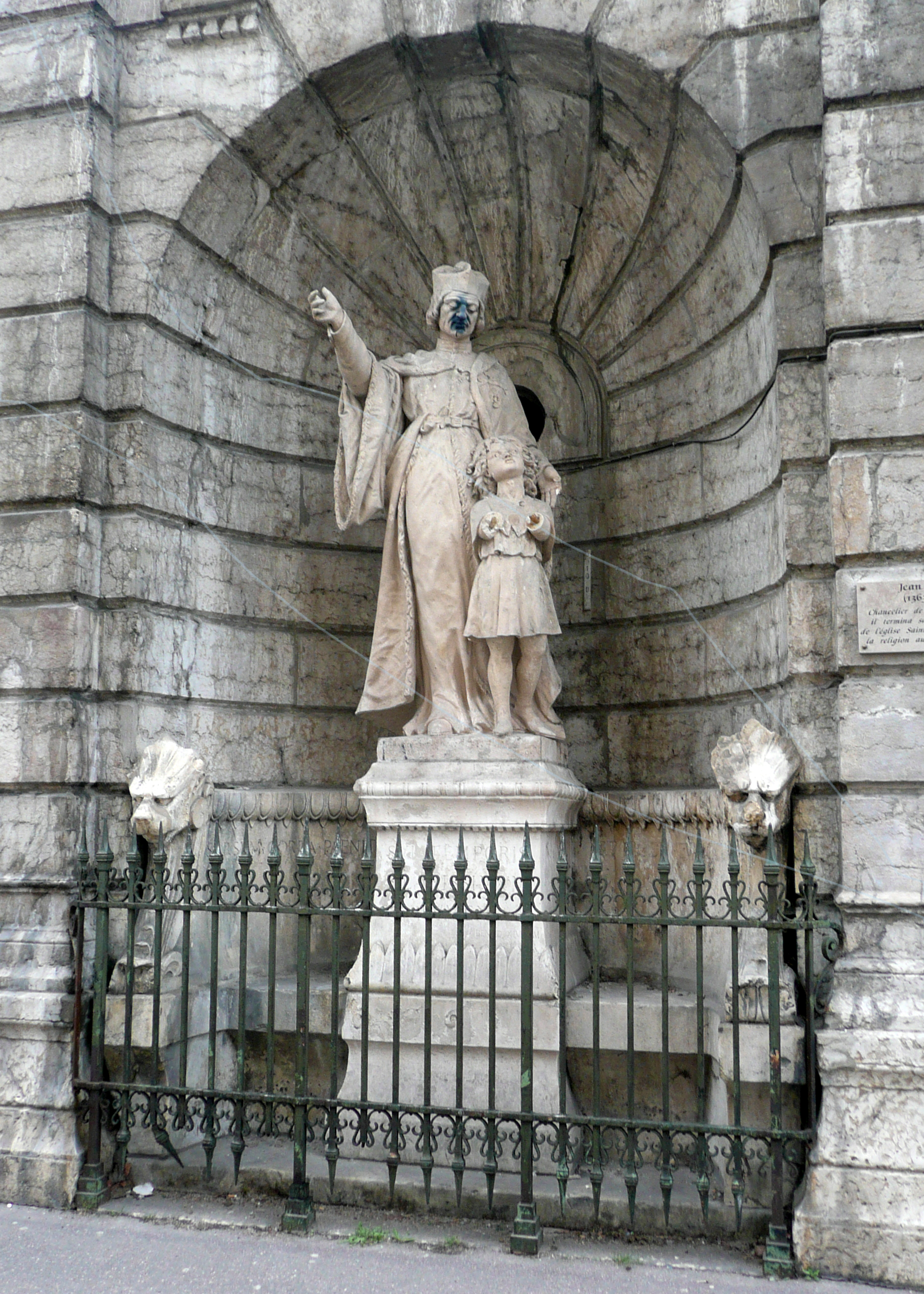
ジャン・ジェルソン

ジャン・ジェルソン（Jean Gerson, 1363年12月14日 - 1429年7月12日）は、フランス出身の神学者。

## 生涯

### 生い立ちから青年期
ジェルソンは敬虔な両親、父アーヌルフ・シャリエルと母エリザベート・ド・ラ・シャルデニエールの間に12人兄弟の7番目として生まれた。ジェルソンのほか兄弟姉妹のうち7人が修道者になっている。彼は14歳でパリ大学のナバール・カレッジに学び、自由学芸を修めると神学を学んだ。そこでパリ大学総長ピエール・ダイイの薫陶を受けた。ダイイは後に司教から枢機卿にあげられ、ジェルソンの生涯の師にして生涯の友になることになる。
ジェルソンは優秀であったため早くから大学内で注目されており、1383年から1384年にかけてパリ大学のフランス人学生団の代表に選ばれた。1387年にはジェルソンはパリ大学の代表団の一員として教皇へ陳情された問題の事情説明に赴くという栄誉を担った。その問題とはパリ大学の出身でドミニコ会の神学博士モンテソノのモンソンなる人物が聖母マリアもまた原罪からのがれ得なかったと主張して他のドミニコ会員と共に大学から追放された事件に関することであった。
モンソンがこれを不服としてアヴィニョンの教皇クレメンス7世に直訴したため、審理を行うべくパリ大学の代表が召還され、ジェルソンやダイイがアヴィニョンに赴いたのである。ジェルソンのこのアヴィニョンへの旅は、後世のマルティン・ルターのローマへの旅とよく比される。2人ともそこで目にした教会の現状に心を痛め、教会改革を決意したという共通点がある。ジェルソンは教会分裂の現状と聖職者のモラルの低下に衝撃を受け、以後パリ大学を拠点に聖職者の霊的向上と教会分裂の克服に全力を注ぐことになる。

### 教会再一致への情熱
1392年、ジェルソンは博士号を取得した。1395年にはル・ピュイの司教に選ばれたピエール・ダイイの後任として32歳でパリ大学総長に選ばれた。改革への熱意に燃えるジェルソン総長のもと、パリ大学の名声は頂点に達した。王権と教皇権に対する大学の自主性を主張しただけでなく、大学の研究環境と教員たる聖職者たちのモラルを向上させたことで、パリ大学にはヨーロッパ中から優れた学生たちが集まった。しかしジェルソンの著作を分析すると、この時代のジェルソンは一方で職責の重さに悩んでいたこと、終日書簡の執筆と自著の分析に追われていたことがわかる。彼の著作は3つの時代に区分できる、第1は大学改革に取り組んだ時代、第2は教会分裂の収拾にかけた時代、最後は晩年の信心書の執筆に情熱を注いだ時代である。
ジェルソンの最大の業績はなんといってもカトリック教会の大危機であった教会大分裂（シスマ）を克服させたことである。1378年のグレゴリウス11世の死後、教会には2人の教皇が立っていた。これは中世の人から見れば、唯一であるはずの教会が2つになり、1人であるはずのキリストが2人になったかのような異常事態であった。教会分裂のもともとの原因はフランス王にあったため、心あるフランス人たちはその責任を感じていた。ジェルソン、ピエール・ダイイ、クラメンゲスのニコラスといったパリ大学の重鎮たちは教皇クレメンス7世の時代、パリ大学の名において教会分裂収拾への3つのロードマップ（あるいは選択肢）を提示した。それは「協議の道」（Via Concessione）、「妥協の道」（Via Compromissi）、「公会議の道」（Via Concili）といわれるものであった。フランス王や教皇たちに働きかけるパリ大学の努力が続けられた結果、ついに対立する教皇たちに協議についての合意を取り付けるまでに至った。
しかし、ヨーロッパの諸王たちは、分裂の収拾において教皇たちが話し合って解決するよりは、各国の枢機卿団の思惑が通りやすい公会議のほうが自分たちの政治的意向を反映させうると考え、公会議開催への世論と圧力を高めていった。ジェルソンは多くの文書をあらわして分裂収拾を方向付けていったが、そこからは初めは「協議の道」にかけていた希望が結局教皇たちの指導力のなさによって果たされず、徐々に公会議への期待に転換していくことが読み取れる。

### コンスタンツ公会議へ

Opera omnia, 1706

最終的に事態は、公会議の強力なイニシアティブによってしか解決できないところにまで追い込まれていた。というのも新たに教皇ヨハネス23世を選出したピサ教会会議が教皇対立の解決どころか、第3の教皇をたてるという最悪の結果を引き起こしてしまったのである。ダイイはここにいたって公会議でも解決はできないと失望したが、ジェルソンはあきらめなかった。彼はまたもう1つの理由で公会議の実施を熱望した。それは同じころに起こった（ブルゴーニュ公ジャンの指示による）オルレアン公ルイの暗殺を合法的なものとして支持した神学者ジャン・プティに対するパリ大学とパリ司教の弾劾の実効性を公会議で確認しようとしたからである。
ジェルソンの熱意はついに皇帝ジギスムントを動かした。ここにおいて歴史にその名を残すコンスタンツ公会議が開かれた。この公会議では、3人の教皇たちの処遇とフス派への対応についてが話し合われた。最終的に公会議は3人の教皇を廃位、あるいは退位させて新教皇を立てることで分裂に終止符を打つことに成功した。ここでは公会議の権威の教皇権に対する優越を確認したことで知られ、それがそのままジェルソンの思想と同義にみられがちであるが、彼の著作を注意深く読めば、ジェルソンが「公会議の教皇権への優位は、教会分裂などの非常事態に限定される」と考えていることがわかる。ジェルソンはそこまで徹底した教会改革は志向してはいなかった。彼のものとされてきた教会改革に関する主要な著作も、研究者によってランドルフのアンドレアスらの手によるものだということがわかっている。
皮肉なことに、ジェルソンの名を不朽のものとしたこの公会議によってジェルソンは没落することになる。それはジャン・プティへの弾劾が黒幕のブルゴーニュ公の圧力で却下されたことによる。公会議はプティの問題は道徳に関することで、教義に関することではないため、弾劾に及ばないと結論したのである。ジェルソンはもはやフランスに戻るつもりはなかった。敵対するブルゴーニュ公が国内においてその権威を増していたからでもある。彼はコンスタンツ、ラッテンベルクといった都市に滞在して『神学のなぐさめ』などの書を執筆した。

### 晩年のジェルソン
年老いたジェルソンは故国フランスへ戻ろうと思い、弟が修道院長をしていたリヨンにやってきた。伝承では子供たちに勉強を教えていたという。その代金としてジェルソンが求めたのは自分の魂の救いのために短い祈りをしてほしいということだけだったとされている。晩年のジェルソンは神秘神学に関する信心書を執筆していた。長い間、この時期ジェルソンが書いた信心書こそが、トマス・ア・ケンピスの名をつけられた『キリストにならう』だったといわれていたが、研究の結果、実際にトマス・ア・ケンピスのものだということがわかっている。
ジャン・ジェルソンは、1429年7月12日にリヨンで死去した。